# Vicky Wright
Vicky Wright, née le 15 août 1993 à Dumfries, est une curleuse écossaise. 

## Carrière
Wright a suivi des études pour être infirmière à l'université calédonienne de Glasgow.
En junior, Vicky Wright décroche une médaille d'argent aux championnats juniors 2013 avec l’équipe féminine.
Elle intègre par la suite l'équipe écossaise avec une médaille de bronze dès 2014 ; souvent médaillé dans ce championnat national, elle le remporte en 2018 , synonyme de qualification pour son premier championnat du monde. L'équipe dirigée par Hannah Fleming connait cependant des difficultés sans parvenir à intégrer le tableau final. Elle rejoint par la suite l'équipe d'Eve Muirhead en tant que remplaçante mais doit subir un nouvel échec lors du championnat d'Europe 2018 avec une sixième place dans le tournoi de qualification.
La saison suivante, Wright est désormais titulaire en remplacement de Vicki Chalmers ; c'est aussi un premier podium aux championnats européens en 2019 à Helsingborg avec une médaille d'argent puisque l'équipe s'est inclinée en finale face aux Suèdoise. Championne d'Écosse en 2020, l'équipe devait être présente au Championnat du monde de curling féminin 2020 avant que l'événement ne soit annulé en raison de la pandémie de COVID-19. Elle intègre également les tournois de double mixte avec Grant Hardie.
Pour le championnat du monde féminin de curling 2021 qui a eu lieu en mars 2021 à Calgary, l'équipe subit de nouveau une déconvenue en comptant dans le tournoi préliminaire 8 défaites pour 4 victoires. Lors du championnat continental en novembre 2021, l'équipe est sacrée championne d'Europe face à la Suède.
Lors du jeux olympiques de 2022 à Pékin, l’équipe féminine britannique remporte le tournoi face au Japon. 